# Алахуела (місто)
Алахуела (англ. Alajuela) — третє за величиною місто в Коста-Риці після Сан-Хосе і Лимон. Столиця провінції Алахуела і адміністративний центр кантону Алахуела. У місті народився Хуан Сантамарія — національний герой Коста-Рики. За три кілометри південніше розташовується міжнародний аеропорт імені Хуана Сантамарія, головний в країні.

## Географія
Округ Алахуела займає площу 8,88 км, населення становить 46 554 жителів. Середня висота над рівнем моря становить 952 метри в Центральній Долині Коста-Рики, що знаходиться за 19 км на північ від столиці Сан-Хосе .
Провінція є сейсмонебезпечною (останній землетрус силою 6 балів було зафіксовано в 2009 році).

### Клімат
Місто знаходиться у зоні, котра характеризується мусонним кліматом. Найтепліший місяць — березень із середньою температурою 22.8 °C (73 °F). Найхолодніший місяць — червень, із середньою температурою 20.6 °С (69 °F).
| Клімат Алахуели         | Клімат Алахуели | Клімат Алахуели | Клімат Алахуели | Клімат Алахуели | Клімат Алахуели | Клімат Алахуели | Клімат Алахуели | Клімат Алахуели | Клімат Алахуели | Клімат Алахуели | Клімат Алахуели | Клімат Алахуели | Клімат Алахуели |
| Показник                | Січ.            | Лют.            | Бер.            | Квіт.           | Трав.           | Черв.           | Лип.            | Серп.           | Вер.            | Жовт.           | Лист.           | Груд.           | Рік             |
| Середній максимум, °C   | 28,2            | 28,9            | 29,9            | 30,2            | 28,8            | 28,2            | 28,2            | 28,2            | 27,8            | 27,1            | 27,3            | 27,7            | 28,4            |
| Середня температура, °C | 22              | 22              | 23              | 23              | 22              | 21              | 22              | 21              | 21              | 21              | 21              | 21              | 21              |
| Середній мінімум, °C    | 18,5            | 18,6            | 18,6            | 19,1            | 19,1            | 18,9            | 18,9            | 18,7            | 18,2            | 18,4            | 18,4            | 18,4            | 18,7            |
| Норма опадів, мм        | 5               | 16              | 18              | 77              | 268             | 265             | 181             | 262             | 345             | 341             | 146             | 31              | 1953            |
| ----------------------- | --------------- | --------------- | --------------- | --------------- | --------------- | --------------- | --------------- | --------------- | --------------- | --------------- | --------------- | --------------- | --------------- |
| Джерело: Weatherbase    |                 |                 |                 |                 |                 |                 |                 |                 |                 |                 |                 |                 |                 |